# Ontsira krombeini
Ontsira krombeini är en stekelart som först beskrevs av Marsh 1966.  Ontsira krombeini ingår i släktet Ontsira och familjen bracksteklar. Inga underarter finns listade i Catalogue of Life.